# Fat Man and Little Boy (película)
Fat Man and Little Boy es una película estadounidense que se exhibió en el Reino Unido con el título de Shadow Makers, en España con el título de Creadores de sombras y en Hispanoamérica con los títulos de Arma secreta y Proyecto Manhattan. Fue estrenada en 1989 y su argumento recrea algunos incidentes ocurridos durante el desarrollo del Proyecto Manhattan que permitió la construcción de las bombas atómicas que se arrojaron sobre Japón hacia finales de la Segunda Guerra Mundial.

## Argumento
El argumento de la película es acerca de algunos sucesos ocurridos durante la investigación por parte de los aliados para lograr un arma nuclear durante la II Guerra Mundial. Su nombre original se debe a las dos primeras bombas atómicas conocidas como Fat Man (Hombre Gordo) y Little Boy (Pequeño Niño) que fueron desarrolladas y posteriormente lanzadas en territorio japonés. Asimismo se hace referencia a la postura del militar Leslie Groves y del físico Robert Oppenheimer.

## Elenco
- Paul Newman como el General Leslie Groves
- Dwight Schultz como J. Robert Oppenheimer
- Bonnie Bedelia como Kitty Oppenheimer
- John Cusack como Michael Merriman
- Laura Dern como Kathleen Robinson
- Ron Frazier como Peer de Silva
- Fred Dalton Thompson como el Mayor General Melrose Hayden Barry
- John C. McGinley como el capitán Richard Schoenfield, MD
- Natasha Richardson como Jean Tatlock
- Ron Vawter como Jamie Latrobe
- Michael Brockman como William Sterling Parsons
- Del Close como el Dr. Kenneth Whiteside
- John Considine como Robert Tuckson
- Allan Corduner como Franz Goethe
- Todd Field como Robert R. Wilson
- Ed Lauter como Whitney Ashbridge
- Franco Cutietta como Enrico Fermi
- Joe D'Angerio como Seth Neddermeyer
- Jon DeVries como Johnny Mount
- Gerald Hiken como Leo Szilard
- Barry Yourgrau como Edward Teller
- James Eckhouse como Robert Harper
- Mary Pat Gleason como Dora Welsh
- Clark Gregg como Douglas Panton
- Péter Halász como George Kistiakowsky
- Robert Peter Gale como Dr. Louis Hempelemann